# Сахадева
Сахаде́ва (санскр. सहदेव, IAST: sahadeva) — герой древнеиндийского эпоса «Махабхарата», самый младший из пяти Пандавов, брат-близнец Накулы. Сахадева и Накула были сыновьями второй жены Панду Мадри, которая родила их от богов Ашвинов, вызвав их с помощью мантры, полученной Кунти от мудреца Дурвасы. При рождении близнецов, небесный голос объявил, что по красоте они превзойдут даже самих Ашвинов. Хотя Сахадева был самым молодым из Пандавов, его также называют самым мудрым.
Все пять Пандавов женились на Драупади, которая родила каждому из них по одному сыну. От Сахадевы у неё родился Шрутасена. Второй женой Сахадевы была царевна Виджая, дочь правителя царства Мадры Дьютимата. Виджая родила Сахадеве сына Сухотру, который впоследствии женился на внучке правителя Магадхи Джарасандхи. У Джарасандхи также был сын по имени Сухотра. И мать Пандавов Кунти и их общая жена Драупади испытывали к Сахадеве большую нежность — вместе с Накулой он остаётся вечно прекрасным юношей «Махабхараты» (ср. младший из трёх Бургундских королей «млад Гизельхер» «Песни о Нибелунгах»).
Во время пребывания Пандавов в царстве Матсья, Сахадева поклялся убить дядю Дурьодханы Шакуни, который в жульнической игре в кости лишил Пандавов их царства. Своей цели он добился позднее, в предпоследний день Битвы на Курукшетре. Во время битвы Сахадева был одним из генералов предводительствуемой Дхриштадьюмной армии Пандавов. Он убил многих прославленных героев, включая своего двоюродного брата по матери, сына Шальи Рукмаратху.
Вместе со своим братом Накулой, Сахадева обучался военному мастерству под руководством Дроны. Зная умение Сахадевы владеть мечом и его талант в военном деле, Юдхиштхира избрал его предводителем армии, посланной в Южную Индию с целью сбора дани с вассальных царей для проведения ведийского жертвоприношения раджасуя. Описывается, что в этом военном походе Сахадева дошёл до самого юга полуострова Индостан — Кералы и Шри-Ланки. Войско под предводительством Сахадевы сразилось с армиями таких царств, как Шурасена, Матсья, Кунти, Аванти, Дакшина-Кошала и Кишкинда. Крупнейшая битва состоялась с правителем Махишмати Нилой.
Сахадева был великим астрологом. В «Бхагавата-пуране» описывается, как он предсказывает будущие события, отвечая на вопрос Юдхиштхиры. Сахадева знал о том, что должно было произойти на поле битвы в Курукшетре, однако, из-за висевшего над ним проклятия, не мог раскрыть это знание, иначе его постигла бы смерть.